# Tóth Zita
Tóth Zita (Budapest, 2002. május 28. –) magyar alpesisíző.

## Pályafutása
Két és fél éves korában kezdte a síelést. Később más sportágakat is kipróbált: versenyszerűen úszott, atletizált, triatlonozott, duatlonozott és mountain bike-ozott, végül a síelés mellett maradt.
A 2019. évi téli európai ifjúsági olimpiai fesztiválon, Szarajevóban műlesiklásban a 9. lett, óriás-műlesiklásban nem fejezte be a versenyt, a vegyes parallel csapatban pedig (Hozmann Szonja, Hoque Isbat Áron és Tausz András társaként) ugyancsak 9. helyezett lett.
A 2020. évi téli ifjúsági olimpiai játékokon, Lausanne-ban szuperóriás-műlesiklásban 16., alpesi összetettben pedig 17. helyen végzett.
A 2021-es világbajnokságon műlesiklásban kiesett. A junior vb-n óriás-műlesiklásban a 17., műlesiklásban a 19. lett. 2021 októberében indult először világkupa futamon
A 2022. évi téli olimpiai játékok magyar csapatának versenyzője. Az óriás-műlesiklásban kiesett az első futamban, műlesiklásban 40. volt.

## Eredményei
magyar bajnokság
- műlesiklás
  - első: 2018,[12] 2021[13]
- óriás-műlesiklás
  - első: 2018, 2019, 2020,[14] 2021
- összetett
  - első: 2020, 2021

## Díjai, elismerései
- Élen a tanulásban, élen a sportban: 2017[15]
- Az év magyar alpesisízője: 2018,[16] 2019,[17] 2020,[18] 2021, [19] 2022,[20] 2023,[21] 2024[22]